# Shipbrook
Shipbrook var en civil parish från 1866 till 1892 då den blev en del av Whatcroft, i grevskapet Cheshire, i England. Civil parish var belägen 16 km från Crewe och hade 67 invånare år 1881. Byn nämndes i Domedagsboken (Domesday Book) år 1086, och kallades då Sibroc.